# The Chariot
The Chariot – amerykański zespół grający muzykę mathcore założony w 2003 roku. Zespół przez lata dokonywał wielu zmian składu, jedynym oryginalnym członkiem pozostawał Josh Scogin. Zbudowali swoją reputację wokół pełnych energii występów na żywo. Teksty obejmują takie tematy jak materializm, osobiste zmagania, aktualne wydarzenia, polityka i motywy chrześcijańskie.
Zespół został założony przez Scogina na krótko po jego odejściu z Norma Jean gdzie pełnił funkcję wokalisty. W 2004 roku podpisali kontrakt z Solid State Records i wydali debiutancki album "Everything Is Alive, Everything Is Breathing, Nothing Is Dead, and Nothing Is Bleeding". Zespół koncertował nieprzerwanie od tego czasu. W 2005 roku wydali "Unsung EP", który poprzedzał kolejne dwa udane albumy studyjne: "The Fiancée" – 2007 rok i "Wars and Rumors of Wars" – 2009 rok.
W 2013 roku zespół został rozwiązany.

## Muzycy
| Ostatni skład zespołu - Josh Scogin – wokal prowadzący (2003–2013) - Stephen "Stevis" Harrison – gitara, wokal wspierający (2009–2013) - David Kennedy – perkusja (2008–2013) - Brandon Henderson – gitara, wokal wspierający (2011–2013) |  | Byli członkowie zespołu - Jon "KC Wolf" Kindler – gitara basowa, wokal wspierający (2006–2012) - Jon Terrey – gitara, wokal wspierający (2006–2008, 2010) - Bryan Russell Taylor – gitara (2008–2010) - Dan Vokey – gitara, wokal wspierający (2008–2009) - Mark McGee – perkusja (2008) - Dan Eaton – gitara basowa, gitara, wokal wspierający (2006–2008) - Jake Ryan – perkusja (2005–2008) - Joshua Beiser – gitara basowa (2003–2006) - Keller Harbin – gitara, wokal wspierający (2003–2006) - Mark Nicks – perkusja (2005) - Jeff Carter – perkusja (2004–2005) - Tony Medina – gitara (2003–2005) |

## Dyskografia
Albumy
- 2004: Everything Is Alive, Everything Is Breathing, Nothing Is Dead, and Nothing Is Bleeding
- 2007: The Fiancée
- 2009: Wars and Rumors of Wars
- 2010: Long Live
- 2012: One Wing

EP
- 2005: Unsung EP